# Okręgowy Związek Piłki Nożnej w Ciechanowie
Okręgowy Związek Piłki Nożnej w Ciechanowie – okręgowy związek sportowy, działający na terenie województwa ciechanowskiego, posiadający osobowość prawną, będący jedynym prawnym reprezentantem okręgowej piłki nożnej w województwie ciechanowskim. Został założony w 1976 roku, rozwiązany de facto w 2000 roku, kiedy to powstał Ciechanowsko-Ostrołęcki OZPN, przekształcony na mocy Uchwały Zarządu PZPN Nr IV/62 z 24 kwietnia 2019 roku od sezonu 2019/2020 w delegaturę Mazowieckiego ZPN.

## Rozgrywki OZPN Ciechanów
W ramach ciechanowskiego OZPN, rozgrywki ligowe toczyły się w sezonach 1976/77-1999/2000. Najwyższą klasą rozgrywkową przez pierwsze dwa sezony była klasa A (mistrz grał w barażach o III ligę, niżej klasa B i klasa C. W sezonach 1978/79-1988/89 była prowadzona wspólna liga okręgowa (1978/79 i 1979/80- klasa A) województw łomżyńskiego, ostrołęckiego i ciechanowskiego, a w sezonach 1989/90-1995/96 - międzyokręgowa liga seniorów (woj. warszawskie, ostrołęckie i ciechanowskie). Ich zwycięzcy uzyskiwali bezpośredni awans do III ligi. Od sezonu 1996/97 najwyższą ligą w okręgu była ciechanowska klasa okręgowa - mistrz awansował do IV ligi makroregionalnej. Mistrzem Okręgu zostawał przez pierwsze dwa sezony zdobywca 1. miejsca w ciechanowskiej klasie A; później ten klub, który w klasie okręgowej (Ł/O/C, potem MLS) zajął najwyższe miejsce ze wszystkich klubów z OZPN Ciechanów, a od sezonu 1996/97 mistrz klasy okręgowej. W rozgrywkach OZPN Ciechanów brało udział 30-35 zespołów.

## Struktura rozgrywek ligowych
| Sezony              | IV poziom ligowy       | V poziom ligowy | VI poziom ligowy |
| ------------------- | ---------------------- | --------------- | ---------------- |
| 1976/1977-1977/1978 | klasa A                | klasa B         | klasa C          |
| 1978/1979-1979/1980 | Klasa A (Ł/O/C)        | klasa B         | klasa C          |
| 1979/1980-1988/1989 | Klasa okręgowa (Ł/O/C) | klasa A         | klasa B          |
| 1989/1990-1995/1996 | MLS - W/O/C            | klasa okręgowa  | klasa A          |
| 1996/1997-1999/2000 |                        | klasa okręgowa  | klasa A          |

### Mistrzostwa okręgu
| Sezon     | Najwyższa liga (ilość drużyn) | Mistrz województwa | Mistrz okręgu     |
| --------- | ----------------------------- | ------------------ | ----------------- |
| 1976/1977 | klasa A (8)                   | Błękitni Raciąż    | Hortex Płońsk     |
| 1977/1978 | klasa A (10)                  | Hortex Płońsk      | Mławianka Mława   |
| 1978/1979 | klasa A (Ł/O/C) (14)          | Mławianka Mława    | Błękitni Raciąż   |
| 1979/1980 | klasa A (Ł/O/C) (14)          | Mławianka Mława    | Mazovia Ciechanów |
| 1980/1981 | klasa okręgowa (Ł/O/C) (14)   | Błękitni Raciąż    | Błękitni Raciąż   |
| 1981/1982 | klasa okręgowa (Ł/O/C) (12)   | Mławianka Mława    | Mławianka Mława   |
| 1982/1983 | klasa okręgowa (Ł/O/C) (12)   | Mławianka Mława    | Błękitni Raciąż   |
| 1983/1984 | klasa okręgowa (Ł/O/C) (14)   | Mławianka Mława    | Mławianka Mława   |
| 1984/1985 | klasa okręgowa (Ł/O/C) (14)   | Mławianka Mława    | Mazovia Ciechanów |
| 1985/1986 | klasa okręgowa (Ł/O/C) (14)   | Mławianka Mława    | Mazovia Ciechanów |
| 1986/1987 | klasa okręgowa (Ł/O/C) (14)   | Mławianka Mława    | Mazovia Ciechanów |
| 1987/1988 | klasa okręgowa (Ł/O/C) (14)   | Mławianka Mława    | Błękitni Raciąż   |
| 1988/1989 | klasa okręgowa (Ł/O/C) (14)   | Mławianka Mława    | Mazovia Ciechanów |
| 1989/1990 | MLS (W/O/C) (16)              | Mławianka Mława    | Mławianka Mława   |
| 1990/1991 | MLS (W/O/C) (16)              | Mławianka Mława    | Błękitni Raciąż   |
| 1991/1992 | MLS (W/O/C) (16)              | MKS Mława          | Mazovia Ciechanów |
| 1992/1993 | MLS (W/O/C) (16)              | Mazovia Ciechanów  | Mazovia Ciechanów |
| 1993/1994 | MLS (W/O/C) (16)              | Mazovia Ciechanów  | Mazovia Ciechanów |
| 1994/1995 | MLS (W/O/C) (16)              | MKS Mława          | Mazovia Ciechanów |
| 1995/1996 | MLS (W/O/C) (16)              | MKS Mława          | MKS Ciechanów     |
| 1996/1997 | klasa okręgowa (?)            | Tęcza Płońsk       | Tęcza Płońsk      |
| 1997/1998 | klasa okręgowa (?)            | Wkra Żuromin       | Żbik Nasielsk     |
| 1998/1999 | klasa okręgowa (15)           | MKS Mława          | Tęcza Płońsk      |
| 1999/2000 | klasa okręgowa (15)           | MKS Mława          | Boruta Kuczbork   |

### Mistrzowie klasy A/klasy okręgowej
| Sezon     | Mistrz klasy A/klasy okręgowej |
| --------- | ------------------------------ |
| 1976/1977 | Hortex Płońsk                  |
| 1977/1978 | Mławianka Mława                |
| 1978/1979 | Błękitni Raciąż                |
| 1979/1980 | Start Działdowo                |
| 1980/1981 | MZKS Płońsk                    |
| 1981/1982 | Pomowiec Sońsk                 |
| 1982/1983 | Start Działdowo                |
| 1983/1984 | Sokół Grudusk                  |
| 1984/1985 | Start Działdowo                |
| 1985/1986 | Nadnarwianka Pułtusk           |
| 1986/1987 | Polonia Iłowo                  |
| 1987/1988 | Wkra Żuromin                   |
| 1988/1989 | Żbik Nasielsk                  |
| 1989/1990 | Mławianka Mława                |
| 1990/1991 | Start Działdowo                |
| 1991/1992 | Żbik Nasielsk                  |
| 1992/1993 | Nadnarwianka Pułtusk           |
| 1993/1994 | Wkra Żuromin                   |
| 1994/1995 | Start Działdowo                |
| 1995/1996 | Nadnarwianka Pułtusk           |
| 1996/1997 | Tęcza Płońsk                   |
| 1997/1998 | Żbik Nasielsk                  |
| 1998/1999 | Tęcza Płońsk                   |
| 1999/2000 | Boruta Kuczbork                |

### Puchar OZPN Ciechanów
- 1977 – ?
- 1978 - Mazovia Ciechanów
- 1979 - Mławianka Mława
- 1980 – Mławianka Mława
- 1981 – MKS Ciechanów
- 1982 – Mławianka Mława
- 1983 - Mławianka Mława
- 1984 – Mławianka Mława
- 1985 - Mazovia Ciechanów
- 1986 – Mazovia Ciechanów
- 1987 – Mławianka Mława
- 1988 - Mazovia Ciechanów
- 1989 - Mławianka Mława
- 1990 – Mławianka Mława
- 1991 - MZKS Płońsk
- 1992 - Mławianka Mława
- 1993 - Błękitni Raciąż
- 1994 - Mławianka Mława
- 1995 - Mławianka Mława
- 1996 - Mławianka Mława
- 1997 - Wkra Żuromin
- 1998 – Żbik Nasielsk
- 1999 - MKS Mława
- 2000 – MKS Mława

Zdobywca pucharu OZPN Ciechanów uzyskiwał awans w następnym sezonie do Pucharu Polski.